# آلپرنولول
آلپرنولول (انگلیسی: Alprenolol) آیا آلفپرول، یا آلپرنولوم (Gubernal, Regletin, Yobir, Apllobal, Aptine, Aptol Duriles)، یک مسدودکننده بتا غیرانتخابی و همچنین گیرنده‌های 5-HT1A و 5-HT1A و 5-HT1B است. آنژین صدری این دیگر توسط آسترازنکا به بازار عرضه نمی‌شود اما ممکن است همچنان از سایر شرکت‌های داروسازی یا به صورت عمومی در دسترس باشد.